# 坂本麻子 (1990年生のアナウンサー)
坂本 麻子（さかもと あさこ、1990年7月30日 - ）は、福岡県出身のフリーアナウンサー、タレント。東京吉本所属。

## 来歴・人物
福岡県出身。久留米大学法学部法律学科卒業。身長164cm。血液型B型。
大学在学中から福岡県のメディアに出演し、KBC九州朝日放送の朝の情報番組にてお天気キャスターやリポーターなどを経験する。また福岡から大阪に通いながら、オリックス・バファローズ主催試合のベンチリポーターを1年間務めていた。
福岡時代は九州朝日放送にてフリーランスで活動。2017年より上京し、6月には吉本興業グループ初のアナウンサーとしてShowtitleへ所属。2022年10月、吉本興業に移籍した。
趣味は、ミュージカル観賞、料理、美容、スポーツ観戦。
特技は、アルトサックス、バスケットのシュート、ウグイス嬢のモノマネ。

## 出演番組
※は現在継続中の番組。

### 情報番組・スポーツ・バラエティ番組
- ドォーモ（2012年10月・12月、九州朝日放送）- 「オンナTV」再現VTRなど
- ドォーモ（2013年2月、九州朝日放送）- 毎週火曜日出演、学生お天気アシスタント
- アサデス。KBC（2013年4月 - 2016年3月、九州朝日放送） - お天気キャスター
- アサデス。KBC（2013年9月 - 、九州朝日放送）- リポーター（コーナー、他 週2日〜4日出演）
- ミセスマートTV NEO（2015年4月 - 、関東・ケーブルテレビ） - プレゼンター
- 野球好き（2016年度、J SPORTS）- オリックス・バファローズビジターベンチリポーター兼、勝利監督インタビュアー
- 楽天トラベル presents 三ツ星の作法（2016年秋季、九州朝日放送）
- おかべろ（2017年8月 - 2018年6月、関西テレビ）
- 女神スポーツ（2017年10月 - 、Kawaiian TV）- 隔週出演
- 億婚（2019年1月13日-テレビ朝日）特番
- 野性爆弾ザ・ワールドチャネリング　シーズン3「くっきー！Produceドラマ女優オーディション（後編）」–アナウンサー役
- 一夜づけ（2019年4月 - 2020年4月、テレビ東京）
- 全力坂（2020年4月6日、14日、テレビ朝日）
- 林先生の初耳学　再現VTR
- Love or Delete（2020年5月30日 - 6月20日、ABEMA）[4]
- ワシんとこ・ポスト（2022年3月21日 - 2022年3月31日、2022年6月6日 - 2023年6月30日、BSよしもと） - サブキャスター[5][6][7]
- 日本全国なんでも甲子園（2022年 - 、BSよしもと） - 進行アシスタント
- 陣内智則のニッポンの酒（2022年12月30日）- 番組内CMリポーター
- 野球トークバラエティ「ダグアウト」（2024年3月26日 - 不定期、BSJapanext）アシスタントMC
- ニューヨークですが…何か (2024年4月11日- 、フジテレビ) - ナレーター

### CM
- 福岡銀行 春CM
- 小林製薬「ムクノーズ」
- corner.inc企業CM
- 京東市場「蟹味噌」「コマクジャン」CM
- B-dash WEBCM
- ソニー銀行CM -富士山編

### ラジオ
- RKBラジオ「女子anナイト」
- radio NIKKEI 「Us Stock Market Press」- moomooアプリプレゼンター

### 映画
- 福岡恋愛白書10（2015年3月27日、九州朝日放送）
- OVER DRIVE（2018年6月1日、東宝）
- 甘いお酒でうがい

### YouTube
- 「持ち方先生」（野性爆弾くっきーYouTubeチャンネル）
- 「銀河将棋杯」（野性爆弾くっきーYouTubeチャンネル）
- 株式会社ベルティス導入事例
- 野球トークバラエティ「ダグアウト」

### ウェブテレビ
- 野性爆弾くっきー初VR ～RIE美容外科～（2018年11月8日、360Channel）全5回、ナース役[8]
- b-dash「霜降り明星と学ぶ！b-dashスペシャルムービー」
- BASEBALL KING  プロ野球速報ライブ